# دعيج الشمري
دعيج خلف حسن خلف الشمري، نائب سابق في مجلس الأمة الكويتي عن الحركة الدستورية الإسلامية - حدس.
شارك في انتخابات مجلس الأمة الكويتي 2003 في الدائرة السادسة، وحصل على المركز الثالث برصيد 736 صوت وخسر الانتخابات ، وشارك في انتخابات مجلس الأمة الكويتي 2006 في الدائرة السادسة، وحصل على المركز الثاني برصيد 2056 صوت وفاز بالانتخابات ، وشارك في انتخابات مجلس الأمة الكويتي 2008 في الدائرة الثانية، وحصل على المركز الثاني عشر برصيد 3411 صوت وخسر الانتخابات.

## وصلات خارجية
- موقع النائب دعيج الشمري